# Karl von Limbeck
Karl von Limbeck (16. září 1818 Praha – 22. září 1901 Teplice) byl rakouský a český právník, soudce a politik německé národnosti, v 2. polovině 19. století poslanec Českého zemského sněmu a Říšské rady.

## Biografie
Profesí byl právník, soudce. Vystudoval práva na Karlo-Ferdinandově univerzitě v Praze. Zde složil roku 1845 první rigorózum. Po skončení školy nastoupil v únoru 1840 jako koncipient na komorní prokuraturu v Praze. V dubnu 1840 se stal auskultantem a v březnu 1850 asesorem u zemského soudu. 24. března 1855 byl jmenován zemským soudním radou a přidělen k zemskému trestnímu soudu, později k obchodnímu soudu. Od července 1862 byl přidělen k vrchnímu zemskému soudu v Praze. Od roku 1862 byl členem spolku Verein für Geschichte der Deutschen in Böhmen. Za jeho zásluhy mu byl udělen titul vrchního zemského soudního rady. Od března 1868 zastával post prezidenta krajského soudu v Litoměřicích. V květnu 1881 byl povýšen na dvorního radu. Publikoval též studie o jazykové otázce.
V 60. letech 19. století se zapojil i do zemské a celostátní politiky. V doplňovacích volbách 6. března 1862 byl zvolen v kurii venkovských obcí (obvod Falknov – Kynžvart) na Český zemský sněm. Mandát ve sněmu obhájil za týž obvod i v řádných zemských volbách v lednu 1867 a v krátce poté vypsaných volbách v březnu 1867. V zemských volbách v roce 1870 se mezi zvolenými neuvádí, do sněmu se vrátil až ve volbách v roce 1872, nyní za velkostatkářskou kurii (svěřenecké velkostatky). V ní mandát obhájil ve volbách v roce 1878. Zasedal také v Říšské radě (celostátní zákonodárný sbor), kam ho vyslal zemský sněm roku 1867 (tehdy ještě Říšská rada nevolena přímo, ale tvořena delegáty jednotlivých zemských sněmů).
Politicky patřil k takzvané Ústavní straně (liberální, centralistická formace, odmítající federalistické aspirace neněmeckých národností), respektive později k její šlechtické odnoži, Straně ústavověrného velkostatku.
Do výslužby odešel v roce 1896, po 56 letech působení ve státní správě. Tehdy mu byl udělen Císařský rakouský řád Leopoldův. Byl čestným občanem Falknova. Na penzi pobýval v Teplicích. Zde zemřel v září 1901 po krátké nemoci.
Jeho otcem byl Johann Nepomuk Limbeck, viceprezident pražského apelačního soudu, bratr Johann Limbeck byl ředitelem České hypoteční banky. Manželkou byla od září 1858 Hermine Haase von Buchstein.